# Adiantum peruvianum
Adiantum peruvianum o helecho dólar, Peruvian maidenhair) es un helecho en el genus Adiantum. Tiene raíces negras y grandes folíolos planos pinnulados. Frecuentemente se la usa como ornamental de interiores o planta de casa, y está favorecida por sus inusualmente grandes pinnulas.